# إكسابلاتانوس
إكسابلاتانوس (باليونانية: Εξαπλάτανος)‏، بالمقدونية: Капињани, Kapinjani، (بالتركية: Kapinyari)‏ هي مدينة في بيلا في مقاطعة فوريا إلادا في اليونان. وكانت بلدية سابقا قبل أن تدخلها الحكومة اليونانية عام 2011 في بلدية ألموبيا. تبلغ مساحة الوحدة البلدية 422.907 كيلومتر مربع.